# Ногайско-астраханский конфликт (1514—1516)
Ногайско-астраханский конфликт — конфликт между Астраханским ханством и улусом Шейх-Мухаммеда.

## Политическая обстановка

### Крымско-ногайские переговоры
5 декабря 1515 года в Москву прибыли гонцы из Кафы с грамотой от азовского «диздера». В ней сообщалось: «Магмед-Кирей царь на Ногаи ходил; близко был Азова; до Миюша 10 доходил и Ногаи за Волгу пошли и он ся воротил». Это означает, что хан Мухаммед-Гирей предпринял поход на Ногайскую Орду, продвинулся почти до Азова, но ногаи отступили за Волгу, и хан вернулся назад.
В феврале 1516 года в Москву пришло письмо от Аппака (написанное в январе), в котором говорилось, что хан собирается идти с войском на Астрахань «А царево слово то: на Асторохань хочет итти» . Аппак, вероятно, был главным источником информации о планах Мухаммед-Гирея, которая поступала в Москву. С его слов И.Г. Мамонов в письме доставленном 10 апреля передал великому князю, что хан намерен весной совершить астраханский поход, причём хочет одновременно привлечь и московскую речную рать.
В апреле 1516 года в Москву было доставлено письмо самого Мухаммед-Гирея. В нём он сообщил, что в Крым прибыли ногайские мирзы — братья Алчагир, Шейдяк и Ян-Махмет, всего 12 ногайских аристократов, — которые «бив нам челом, слугами ся учинили». Одновременно прибыл посол от их родного брата Шигима с письмом, в котором он просил хана примирить его с братьями. Шигим уверял Мухаммед-Гирея в своей верности и был готов идти на Астрахань, если тот поможет ему помириться с Алчагиром. Он писал «И то ся нам все от Асторокани стало в улусех наших людей не стало, а межи нас правды не стало».
Аппак также сообщал И.Г. Мамонову: «А царю нынеча перемогатись толко с одною Азтороканью, а Ногаи против царя не стоят». Эти слова позволяют предположить, что в феврале–марте 1516 года произошёл конфликт между ногаями и Астраханью. Победу в котором одержали астраханцы. Конфликт, вызвал внутренние распри среди ногайских родов.

### Джанибек-хан и Касым-хан
Джанибек пришел к власти с помощью казахского хана Касыма. Во-первых, Джанибек взошёл на престол в Астрахани именно в 1514 году — после того, как казахские войска вошли в междуречье Волги и Яика. Во-вторых, трудно поверить, что правитель небольшого ханства мог бы в одиночку выступить против Ногайской Орды, особенно имея такого противника, как Крымское ханство. В-третьих, правление Джанибека завершилось сразу после смерти хана Касыма, когда в Казахском ханстве началась смута, и династия урусидов больше не могла поддерживать своего протеже.

## Конфликт
Осенью 1514 Астраханский хан Джанибек решил окончательно разгромить Шейх-Мухаммеда, который уже ранее потерпел поражение от своего брата. Для этого Джанибек отправил гонцов к ногайским мирзам — Алчагиру, Саид-Ахмеду, Мамаю и Кель-Мухаммеду. Алчагиру — с предложением совместного похода против Шигим-мурзы. Мирзы с готовностью откликнулись и начали собираться в поход, направившись к нижнему Поволжью.
Однако Джанибек, то ли не ожидая, что союзники так быстро откликнутся, то ли изменив свои намерения, а возможно, решив действовать в одиночку и захватить добычу без дележа, отправился в поход самостоятельно. Пока союзники шли, хан вместе с Ахматовичами, Музаффаром и Хаджике уже выступил в степь. Вскоре стало известно, что он одержал полную победу. Шейх-Мухаммед был разбит наголову, 10 тысяч его улусников были захвачены, а сам мирза «утек сам-двадцать». Когда Джанибек вернулся, Алчагир набросился на него с упрёками: «Яз тебя для пошол на своего брата, и ты, нас не дожидая, брата нашего воевал, а с нами не делишься!» В ответ Алчагир предложил хану в качестве компенсации ограбить детей Ахмеда, отдать их имущество ногайцам, а самих их «отбить от себя прочь». Однако хан отказался, не желая вредить своим соратникам по успешному набегу. В итоге, не добившись своего, ногайские мирзы вернулись на Яик.
В апреле 1516 года в Москву было доставлено письмо самого Мухаммед-Гирея. В нём он сообщает, что в Крым прибыли ногайские мирзы — братья Алчагир, Шейдяк и Ян-Махмет, всего 12 ногайских аристократов. Они, по его словам, «бив нам челом, слугами ся учинили».
В это же время в Крым приехал посол от их родного брата Шигима с письмом, в котором тот просит крымского хана примирить его с братьями. Сам Шигим заверяет Мухаммед-Гирея в своей верности и заявляет, что готов идти на Астрахань, если хан помирит его с Алчагиром. Он пишет: «И то ся нам все от Асторокани стало в улусех наших людей не стало, а межи нас правды не стало».
О разрыве между Ногаями и Хаджи-Тарханом Аппак сообщил И. Г. Мамонову: «А царю нынеча перемогатись толко с одною Азтороканью, а Ногаи против царя не стоят».
Из слов Шигима и Аппака можно сделать вывод, что конфликт между ногаями и Астраханью произошёл в феврале-марте 1516 года. Победу в нём одержала Астрахань. Этот конфликт, стал причиной раздора среди самих ногаев.